# St. Corona (Arget)

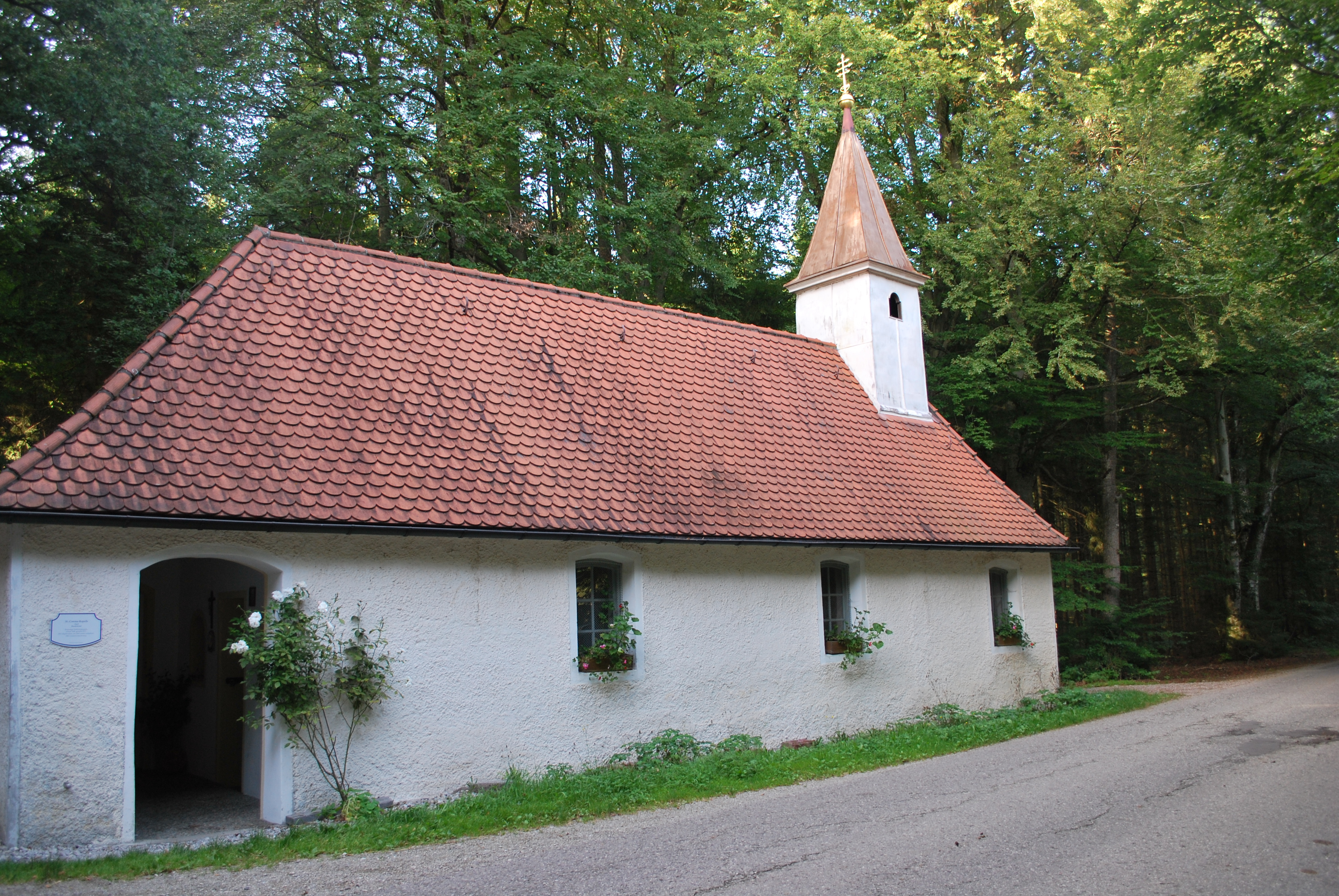
Die Kapelle St. Corona in Arget bei Sauerlach

Die Kapelle St. Corona, nach alter Schreibweise St. Kron oder St. Kronpeth, ist eine ehemalige römisch-katholische Wallfahrtskapelle im Gemeindeteil Arget der Gemeinde Sauerlach im oberbayerischen Landkreis München. Ursprünglich der Pfarrgemeinde St. Michael angehörig, gehört sie seit der Zusammenführung der Pfarrgemeinde mit St. Margaret in Altkirchen und St. Andreas in Sauerlach zum Pfarrverband Sauerlach im Dekanat Ottobrunn des Erzbistums München und Freising.

## Stiftungslegende und Geschichte
Eine erste schriftliche Erwähnung der Kapelle St. Corona findet sich in einer Akte der Hofmark Ebersberg-Taufkirchen vom 14. Juni 1599: 
„Zunegst bey Gumpelzhaim befindet sich ain hilzene geschnize Pildnis...in ainen schlechten hilzenem Hittl...alldort über 40 Jar gestanden.“
Der Legende zufolge hat im Jahr 1599 ein Ehepaar aus Arget im hiesigen Wald ein nicht näher beschriebenes Holzbild gefunden. Zwar nahm die Familie dieses hölzerne Bildnis an sich, es kehrte jedoch ohne menschliches Zutun wie durch ein Wunder an seinen Ursprungsort zurück. Einem Frevler, der einst der Argeter Coronafigur die Nase abgeschnitten habe, sei der Überlieferung zufolge „vier Wochen drauf in einem Gerauff die Nasen ganz abbissen worden.“ Im Jahr 1648 wurde an dem Fundort mitten im Wald nah bei Gumpertsham auf Initiative von Pfarrer Wolfgang Wohlschlager und der Pröbste Hans Ursprenger und Lienhardt Thalhamer eine Kapelle errichtet, die Weihe erfolgte am 2. September 1671 durch den Freisinger Weihbischof Caspar Kühner. In Folge wurde dort bis zu dreimal im Jahr die Heilige Messe gefeiert.
Über die Jahre entwickelte sich die der Heiligen Corona geweihte Kapelle zu einem beliebten lokalen Wallfahrtsort insbesondere an Kirchweih. Diese Wallfahrten uferten jedoch derart aus, dass der Argeter Pfarrer Kaspar Kleber in seinen Aufzeichnungen besorgt festhielt: „Die Jungen trinken, tanzen und springen, raufen und schlagen.“ Auf sein Bestreben wurde die Kapelle daher im Jahre 1807 abgebrochen. Mit den Steinen soll der Oberhamer Wirt Georg Kögl einen Schweinestall errichtet haben. Diese brachte ihm jedoch nicht den erwünschten Erfolg, sodass er sie für den Wiederaufbau der Kapelle im Jahr 1820 zurückgab.

## Baugeschichte und Ausstattung

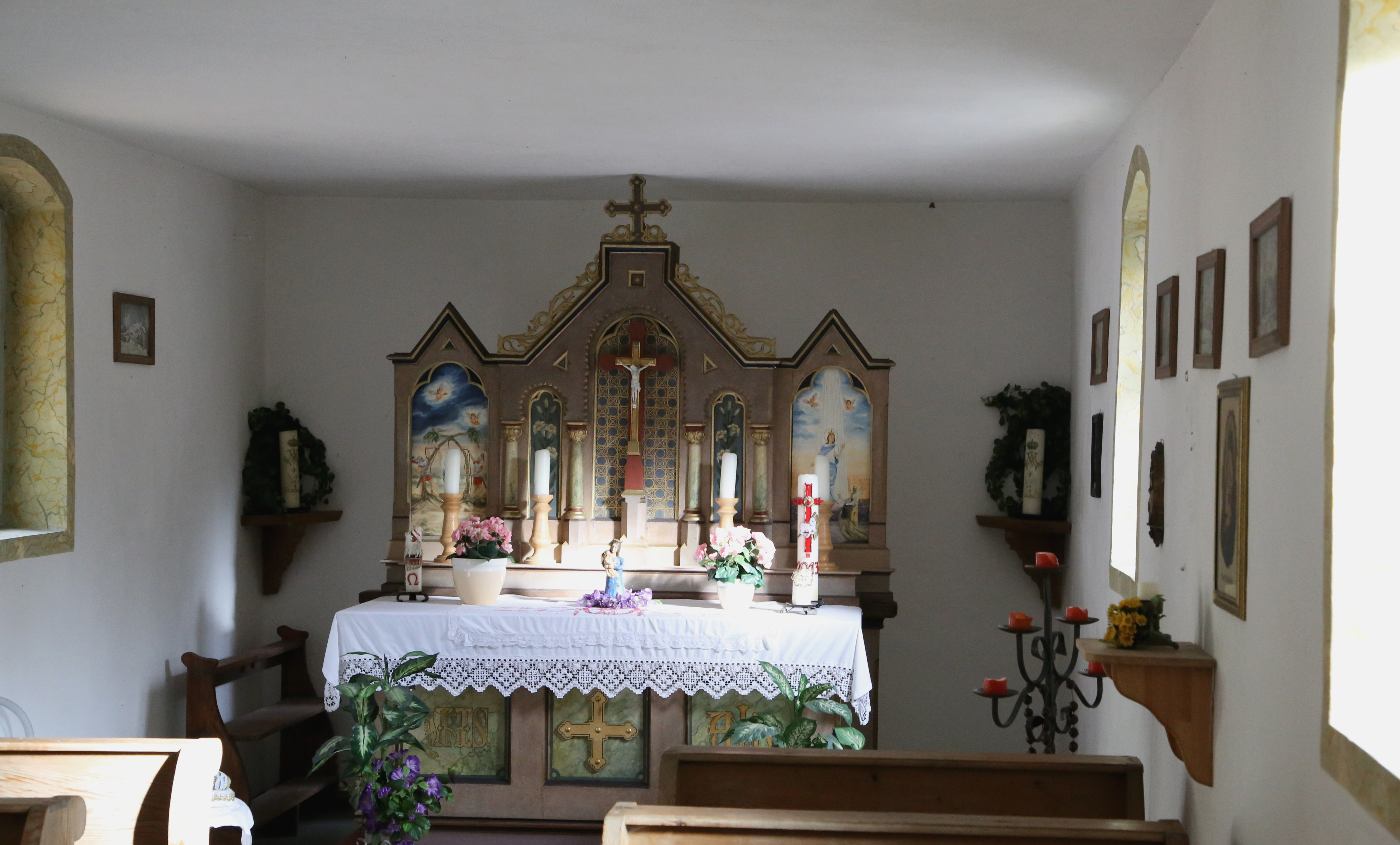
Holzaltar mit Bildern der Heiligen Corona

Die Wallfahrtskapelle St. Corona wurde im Jahr 1820 errichtet und besitzt ein Walmdach mit Dachreiter. Um 1870 wurde die Kapelle innen und außen renoviert und mit einer „gediegenen Außen- und Innenrenovierung“ versehen. Zwischenzeitlich in Privatbesitz, wird die Corona-Kapelle im Jahr 1934 von der Kirchenstiftung St. Michael in Arget erworben. Komplett renoviert wurde die Kapelle zuletzt unter Pfarrer Willibald Glas im Jahre 1986, insbesondere wurden tragfähige Betonfundamente eingebaut, die Grundmauern entwässert und eine neue Decke eingezogen. Außerdem wird der durch Feuchtigkeit stark geschädigte Altar restauriert sowie das zuvor gestohlene Altarkreuz und der Kreuzweg erneuert. Im März 1989 wird zudem der schwache Dachstuhl verstärkt, das Dach neu gedeckt und das Turmkreuz vergoldet.
Im Innenraum finden sich heute ein einfacher Holzaltar sowie zahlreiche Abbildungen der Heiligen Corona. Die Inschrift auf der Ostseite der Kapelle lautet: „Müder Wanderer stehe still, mach bei Sankt Corona Rast. Dich im Gebet ihr fromm empfiel, wenn du manch’ Kummer und Sorge hast.“

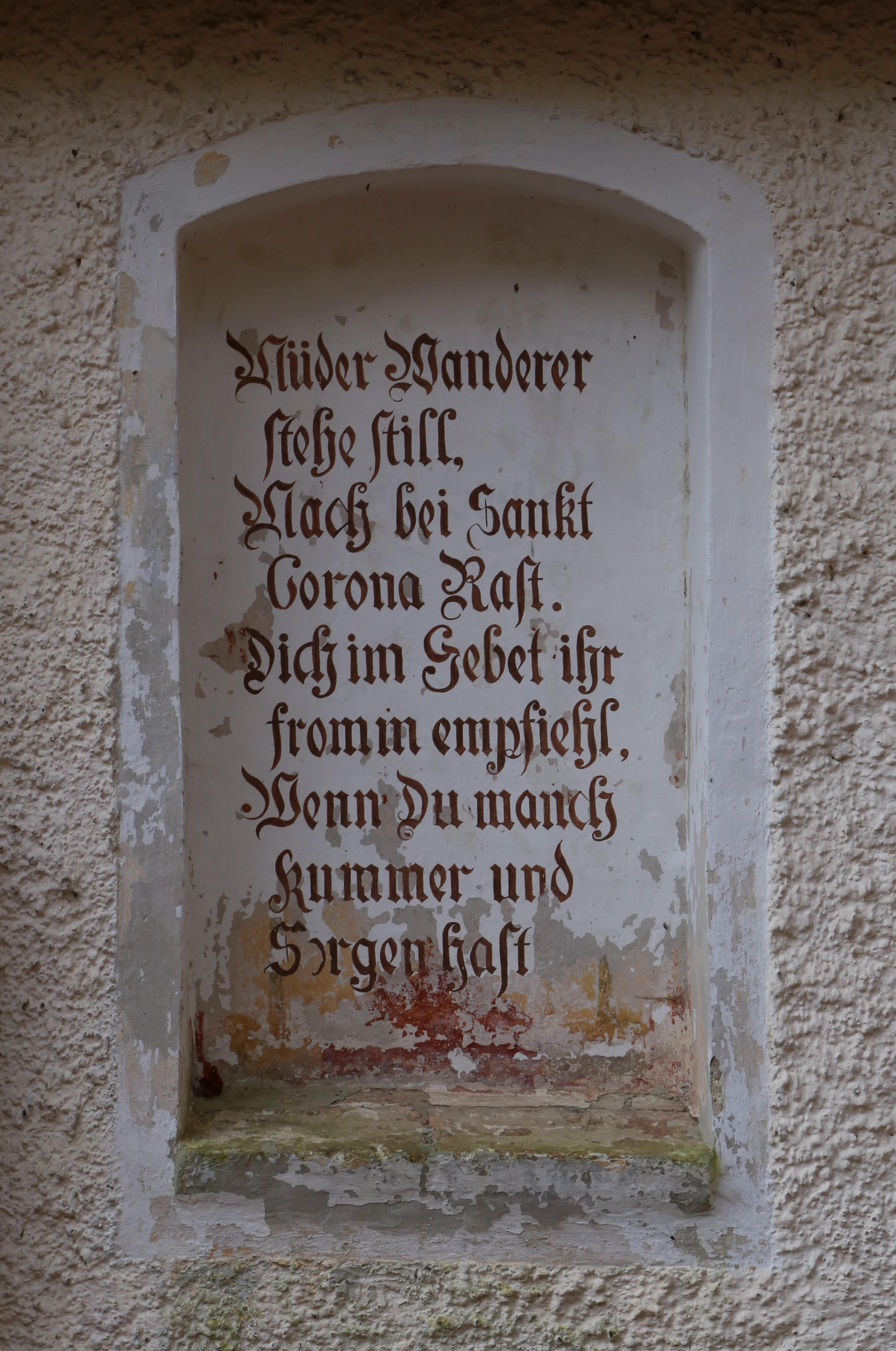
Sinnspruch an der Ostseite der Kapelle

## Sonstiges
In der Kapelle St. Corona finden noch gelegentlich Andachten um den 14. Mai herum statt, dem Gedenktag der Märtyrerin. Anlässlich der globalen Corona-Pandemie in den Jahren 2019 und 2020 erlangte die kleine Kapelle überregionale Bekanntheit in einigen Medien. Dies bewegte die Geistlichen der Griechisch-Orthodoxen Metropolie von Deutschland, Erzpriester Apostolos Malamoussis und Erzpriester Georgios Vletsis, zu einem Bittgebet in der kleinen Kapelle und der Schenkung einer Ikone der Heiligen Corona.
Die Kapelle St. Corona ist als Baudenkmal unter der Listennummer D-1-84-141-46  in der Bayerischen Denkmalliste aufgeführt.